# Dol, Krško
Dol je naselje v Občini Krško.